# Hindustan Times

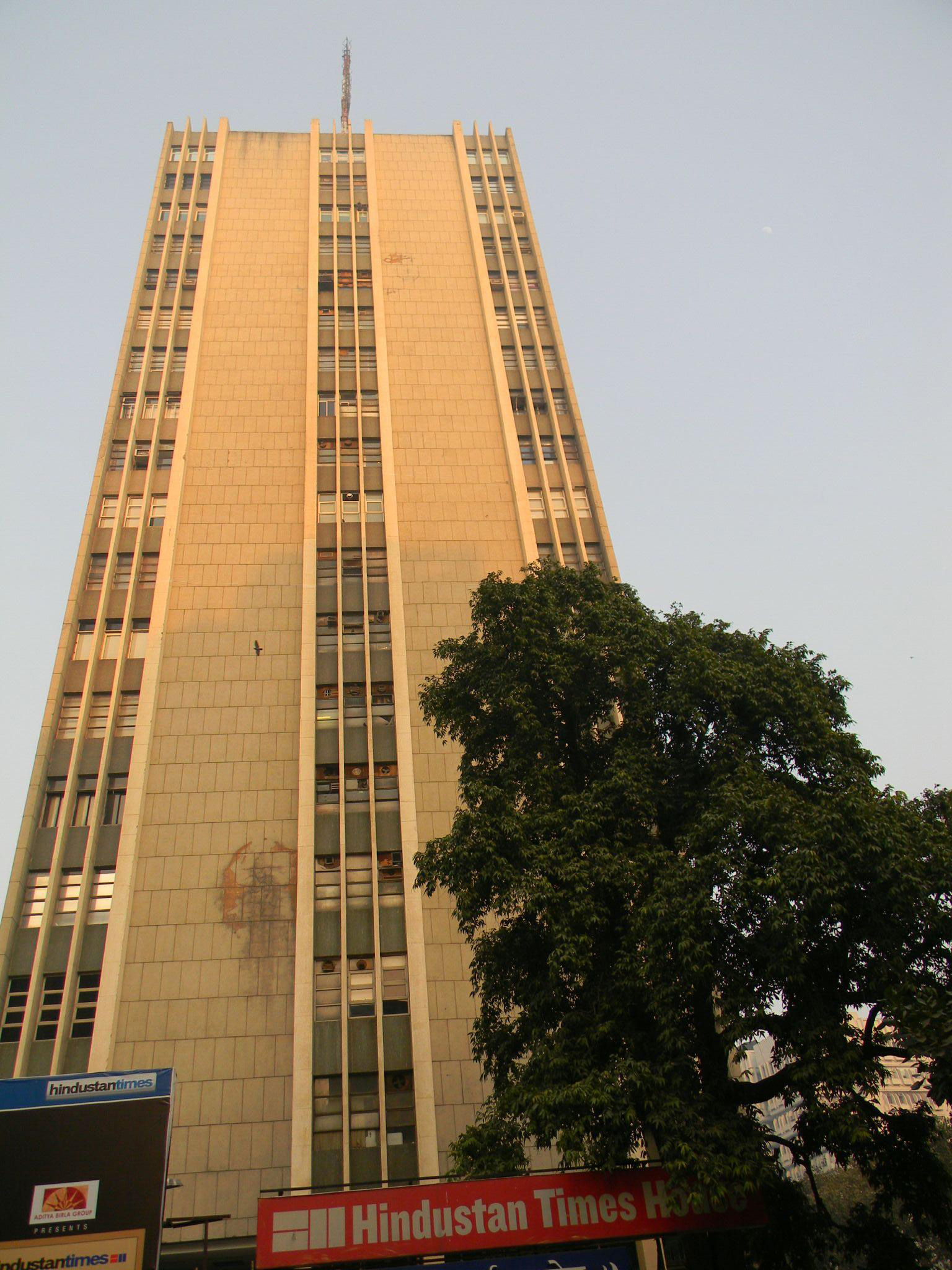
Hindustan Times House, Nuova Delhi

Lo Hindustan Times è un quotidiano indiano in lingua inglese fondato nel 1924.

## Diffusione
È il terzo quotidiano indiano per tiratura (dati dell'Audit Bureau of Circulations 2008) e (dati dell'Indian Readership Survey) il secondo giornale indiano in lingua inglese, dopo The Times of India. È diffuso soprattutto nell'Indostan con edizioni locali a Nuova Delhi, Bombay, Calcutta, Lucknow, Patna, Ranchi, Bhopal e Chandigarh.

## Proprietà
Lo Hindustan Times è pubblicato dalla HT Media Ltd, controllata al 69% dalla famiglia Birla.  Presidente della casa editrice è Shobhana Bhartia, senatrice al Rajya Sabha per il Partito del Congresso e figlia del magnate Krishna Kumar Birla e nipote di Ghanshyam Das Birla.
Altre testate del gruppo sono il giornale finanziario in inglese Mint, il quotidiano in hindi Hindustan Dainik, il mensile per bambini Nandan e il mensile culturale Kadambani. Il gruppo controlla anche un'emittente radiofonica, Fever 104.0 FM, e organizza un convegno annuale sul lusso.

## Storia
Lo Hindustan Times fu fondato nel 1924 da Sunder Singh Lyallpuri, fondatore del partito sikh Shiromani Akali Dal nel Punjab
Nel 1933 il giornale fu rilevato integralmente dall'industriale Ghanshyam Das Birla, vicino al movimento indipendentista, che pagò il prezzo in contanti. Il quotidiano continua ad appartenere alla famiglia.